# پیوترکوف کویافسکی
پیوترکوف کویافسکی (به لاتین: Piotrków Kujawski، تلفظ: [ˈpʲɔtrkuf--kuˈjafskʲi]) یک شهرک در لهستان است که در شهرستان راجیوف واقع شده‌است.

## خصوصیات
پیوترکوف کویافسکی ۹٫۷۶ کیلومترمربع مساحت و ۴٬۵۰۹ نفر جمعیت دارد.